# Боярчук, Алексей Климентьевич
Алексе́й Климе́нтьевич Боярчу́к (укр. Олексій Климович Боярчук; 4 февраля 1925, с. Фесюры, Киевская губерния, УССР, СССР — 14 июля 1999, Киев, Украина) — советский и украинский учёный-математик, кандидат физико-математических наук (1985), доцент (1987). Автор популярных учебников и учебных пособий по высшей математике, лауреат Государственной премии УССР в области науки и техники (1989).

## Биография
Родился 4 февраля 1925 года в селе Фесюры Киевской губернии (ныне Белоцерковский район Киевской области). В 1956 году окончил механико-математический факультет КГУ им. Т. Г. Шевченко, после чего остался работать на кафедре общей математики этого же факультета. В 1959—1963 — ассистент кафедры математического анализа и теории вероятностей.
С 1961 года работал на кафедре математики и математической физики радиофизического факультета.
В 1965 году защитил кандидатскую диссертацию на тему «Разностные схемы сквозного счёта на неравномерных сетках для дифференциального уравнения и системы дифференциальных уравнений четвёртого порядка» (научный руководитель Бондаренко П. С.).
С 1963 до 1965 — ассистент, в 1965—1966 — старший преподаватель кафедры математики и математической физики.
Читал курсы «Математический анализ» и «Дифференциальная геометрия» на физическом факультете.
С 1967 года — доцент механико-математического факультета, с 1970 до 1994 год — доцент кафедры вычислительной математики факультета кибернетики. В 1994—1999 годах — старший научный сотрудник научно-исследовательской части.
Умер 14.07.1999 в Киеве.

## Признание и награды
Награждён орденом Славы III степени, медалями — «За отвагу» (дважды), Медаль «За взятие Кенигсберга», Медаль «За победу над Германией в Великой Отечественной войне 1941-1945 гг.», «20 лет Победы в Великой Отечественной войне 1941—1945 гг.», «30 лет Победы в Великой Отечественной в войне 1941—1945 гг.», «30 лет Советской Армии», «50 лет Советской Армии».

## Научная деятельность
Алексей Климович является автором 43 научных трудов и соавтором нескольких широко известных учебных пособий и учебников, в частности по математическому анализу. Особой популярностью пользуется серия книг «АнтиДемидович».
Некоторые работы:
- Математический анализ в примерах и задачах. Ч.ІІ. К., 1977;
- Справочное пособие по математическому анализу . Ч.1. К., 1978;
- Справочное пособие по математическому анализу. Ч.2. К., 1979;
- Диференціальні рівняння. Підруч. для ун-тів. К., 1981; Мат. аналіз. Т.I, Т.II. К., 1983.